# 中華民國—波蘭關係
中華民國與波蘭共和國於1929—1949年有官方外交關係，斷交後直至1990年代，在對方首都互設具大使館功能的代表機構。

## 政治

### 外交

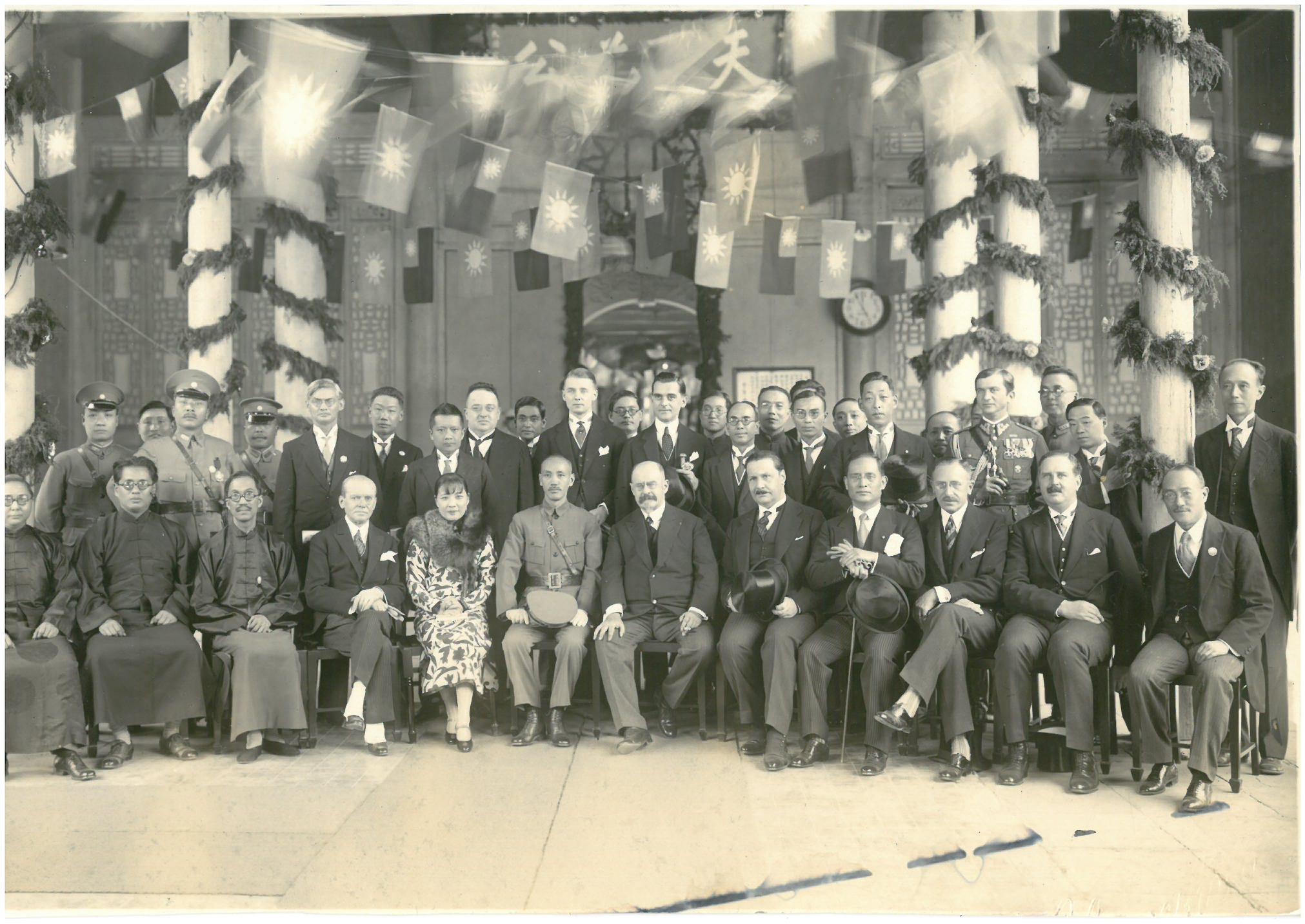
1929年9月18日，《中國波蘭友好通商航海條約》在南京簽訂。

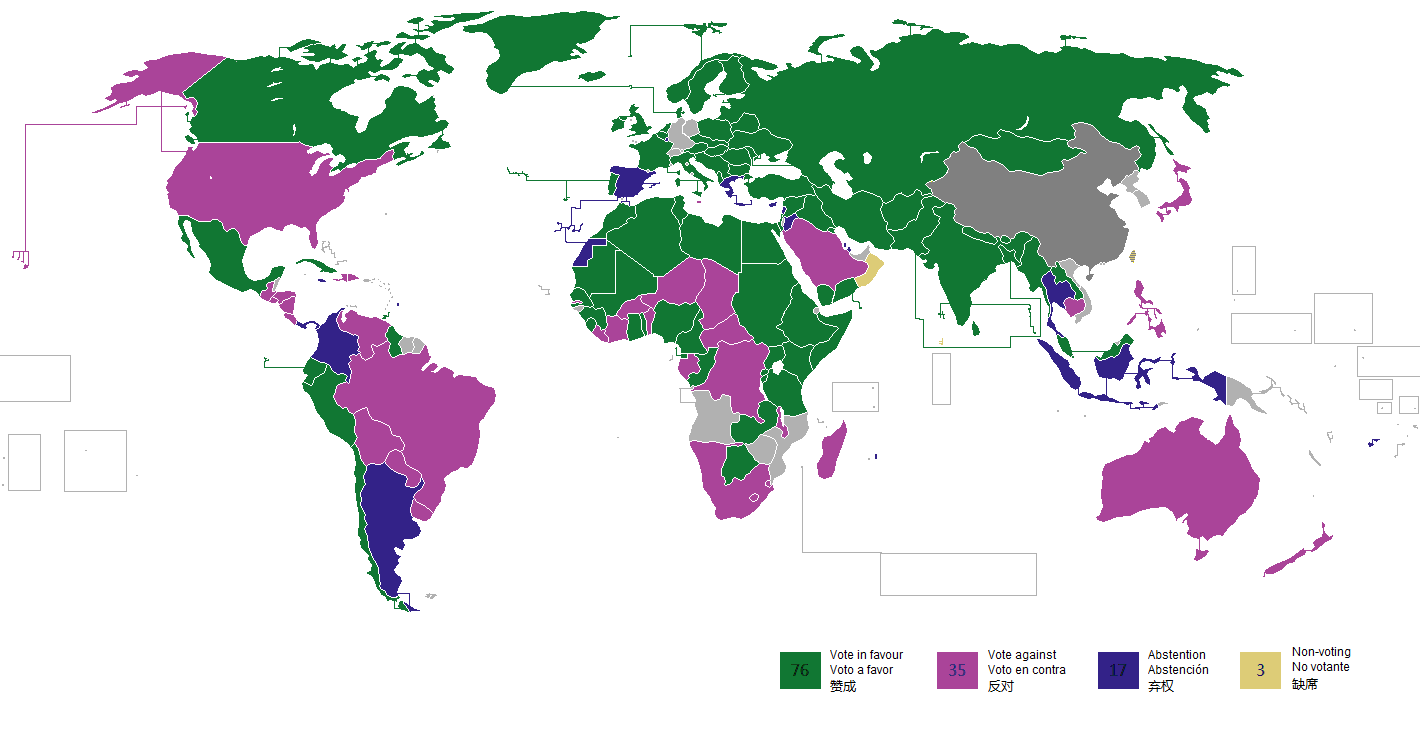
綠色國家表示在1971年的投票中反對中華民國續留聯合國，即《聯合國大會2758號決議》，其中包括當時的波蘭人民共和國。

1929年9月18日，波蘭與中華民國簽署《友好通商航海條約》，建立公使級外交關係。
1930年9月22日，商談互派使節。1931年，於首都華沙設立中華民國駐波蘭共和國公使館、於首都南京設立波蘭共和國駐中華民國公使館，並互派公使。
1940年8月18日，因上年納粹德國與蘇聯佔領波蘭，駐波蘭公使館關閉。
1942年6月24日，升格為大使級外交關係。兩國公使館升格為大使館，中華民國大使館原設於英國首都倫敦，即波兰流亡政府所在地，先後由駐荷蘭公使、駐比利時大使金问泗兼管館務，在納粹德國投降後，於1946年遷回波蘭，由臨時代办代理館務。兩國大使皆只派駐一任，其餘皆為臨時代辦。
1947年，苏联建立社会主义的「波蘭共和國」。
1949年10月5日，波蘭與中華民國斷交。10月11日，駐波蘭大使館關閉。
當時中華民國尚能有效統治中國大陸部分地區，加上1950－1990年代東西方陣營的「冷戰」期間，中華民國在意識形態和制度上均偏向以美國為首的資本主義陣營，復加上以蘇聯為首的共產集團國家的封閉，導致從中華民國政府遷台後幾乎沒有官方往來。
1952年7月22日，經過制憲，波蘭共和國更名為波蘭人民共和國。
1971年10月25日，身為共產陣營成員及蘇聯衛星國之一的波蘭支持中華人民共和國取得聯合國裡的「中國席位」（中國代表權問題）。
1989年的「東歐劇變」使波蘭轉型為民主國家並重新對外開放，雙方始恢復往來。
1994年10月，波蘭海關總署署長暨眾議院議員史庫瓦致電中華民國外交部長錢復慶賀國慶。
2006年4月，波蘭參議院外交委員會通過決議，支持台灣專家以觀察員身分參與世界衛生組織（WHO）會議。
2013年11月，《聯合國氣候變遷綱要公約》締約國第19次大會（UNFCCC COP19）在華沙舉行，台灣派出代表團，以及立法院與非政府組織團體等80餘人共同參與。
2018年10月，波蘭的電視節目公開支持台灣獨立，表示「2018年是波蘭獨立100週年，我們波蘭人希望台灣能夠獨立，對中國說NO，對台灣說YES」。波蘭駐中華人民共和國大使館30日發布聲明表示，波蘭政府於政策面始終遵照中國規定的原則，但也說明波蘭憲法保障所有公民的言論自由，對於電視節目內容並不會給予評論或建議。中華民國行政院長賴清德30日在立法院則說，這代表「德不孤必有鄰」，認同台灣為主權獨立國家，人民有權決定自己的生活方式。
2019年10月，波蘭眾議院副議長特勒斯基、參議院外交委員會主席洛基等官員、學界和工商界代表出席駐波蘭台北代表處在華沙舉辦的國慶酒會。
2022年2月16日，波蘭外交部次長普希達克茲接受印度媒體訪問時表示，波蘭遵守一个中国政策，但尊重其他主權國家的外交政策以及維護自身利益的決定。波蘭正就如何鼓勵商人與台灣合作尋找新的可能性，並稱台灣是一個大的經濟體，波蘭與台灣在經濟層面上具有合作潛力。
2023年4月13日，波蘭總理莫拉維茨奇表示，歐洲人試圖加強與中國的關係，可能正犯下歷史性的錯誤。「你不能今天保護烏克蘭，明天說台灣不關你的事」，並認為如果烏克蘭被征服，隔天中國或許就會攻打台灣。
2024年1月13日，中華民國總統與立委選舉結束後，波蘭數位部次長葛拉馬提卡、參議院副議長卡敏斯基表達祝賀。

#### 人員互訪（1996年至今）
僅列舉部分名單：
中華民國：前副總統陳建仁、副總統當選人蕭美琴、司法院副院長蘇永欽、外交部長胡志強、教育部長鄭瑞城、內政部政務次長楊寶發、財政部政務次長張盛和、吳自心、財政部常務次長許虞哲、經濟部政務次長張昌邦、卓士昭、陳正祺、經濟部常務次長楊偉甫、王美花、外交部常務次長史亞平、國際貿易局長陳瑞隆、黃志鵬、民用航空局長張國政、人事行政局長陳清秀、文化建設委員會主任委員邱坤良、國家科學委員會主任委員劉兆玄、李羅權、勞工委員會主任委員陳菊、中華民國對外貿易發展協會董事長許嘉棟、中華民國國際經濟合作協會理事長王鍾渝、台北市長柯文哲、台北市議會議長陳健治、吳碧珠、國立台灣大學校長陳維昭、國立交通大學校長張俊彥。
波蘭：前總統華勒沙、克瓦希涅夫斯基、前國防部長奧耐斯科維茨、總統府國務次長拉曼托維奇、經濟部次長布拉斯吉克、多諾契克、柯洛雷、迪哈、科什辛基、財政部次長卡披薩、瓦查克、Zbaraszczuk（兼國家稅務署長）、衛生部次長福隆查克、環境部次長雅慈芙絲卡、企業暨技術部次長科什辛基、科學暨高等教育部次長歐爾窩夫斯卡、勞工暨社會政策部次長鐸達、經濟發展暨技術部次長皮丘沃克、農業部檢疫總署長Pirsztuk、企業發展局長奧萊施楚克（Malgorzata Oleszczuk）、金融監理局主任委員赫札諾夫斯基、參議院副議長別朗、參議院外交委員會主席尼秀斯基、基耶瑞斯、齊莫謝維奇、參議院衛生委員會主席錫德羅維齊、眾議院副議長查庸茨、尼秀斯基、萬德利赫、葛謝奇恰克、饒吉謝芙絲卡、眾議院外交委員會主席李斯克、謝蒂納、眾議院衛生委員會主席科帕奇、科學院長Kuźnicki、克萊博（Michael Kleiber）、商業總會長阿倫達爾斯基、華沙大學校長魏格蘭斯基。

### 代表機構
1992年7月，兩國達成互設辦事處協議。
1992年12月17日，中華民國在波蘭首都華沙設立具大使館功能的駐波蘭台北經濟文化辦事處。2018年8月1日，更名為駐波蘭臺北代表處（Biuro Przedstawicielskie Tajpej w Polsce）。
1995年11月2日，波蘭在中華民國首都台北設立類似功能的華沙貿易辦事處（Warszawskie Biuro Handlowe）。2018年6月27日，更名為波蘭臺北辦事處（Biuro Polskie w Tajpej）。

#### 事件
2020年1月2日，中華民國空軍救護隊一架UH-60M黑鷹直升機在新北市烏來區失事墜毀，包括參謀總長沈一鳴上將等8人罹難。波蘭臺北辦事處發文表示「深感哀慟，在此向罹難者的家人、同袍、及所屬團體表達最深切的哀悼之意，同時祝福生還者早日康復。」

## 經濟

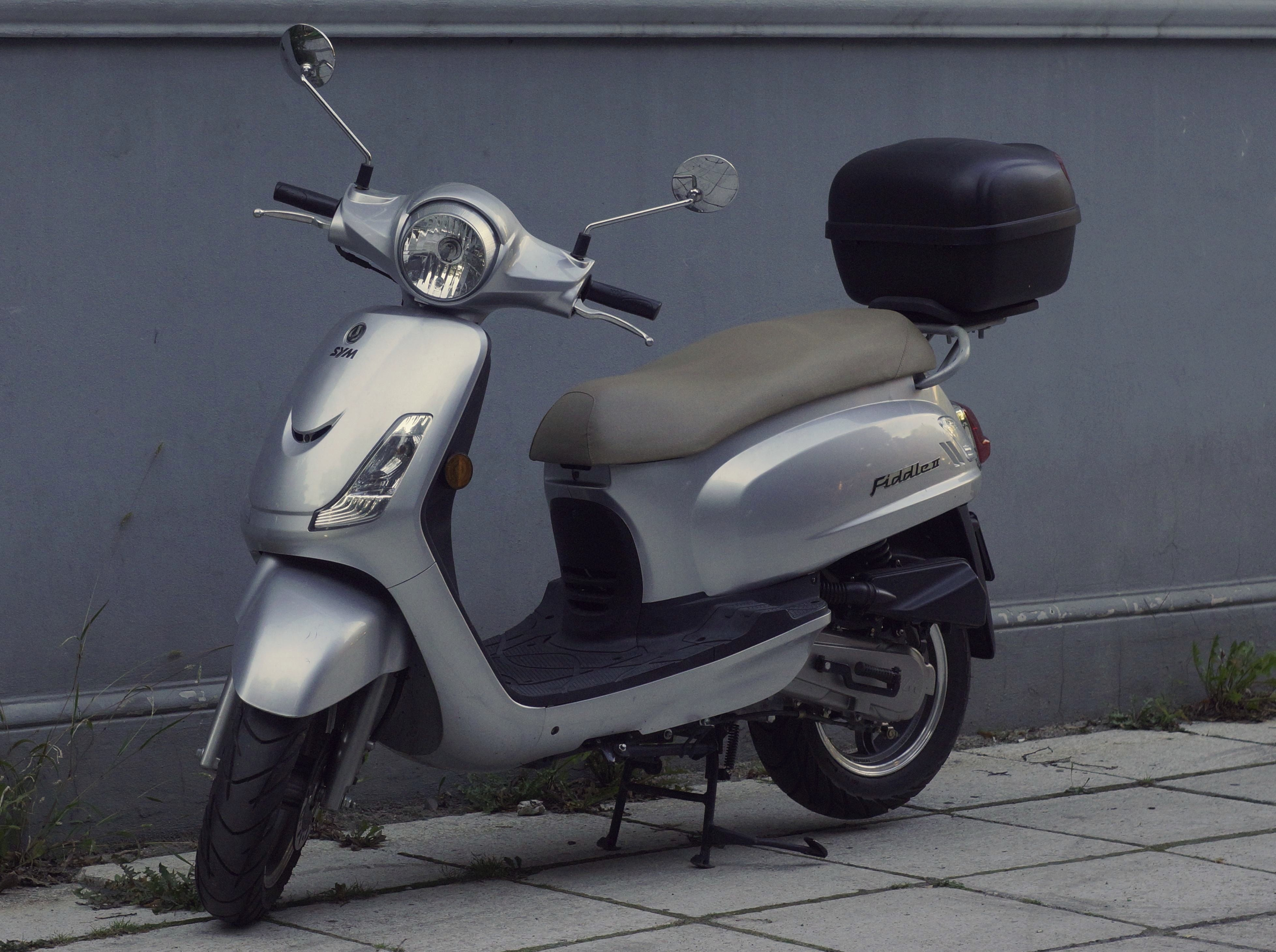
波蘭盧布斯卡省省會綠山城街頭的臺灣三陽工業機車

波蘭是中華民國在東歐第1大貿易夥伴（不包括俄羅斯）。

### 貿易
中華民國對外貿易發展協會（外貿協會）於首都華沙設立台灣貿易中心。經濟部國際貿易署也於華沙設立駐波蘭代表處經濟組。
由於波蘭發生非洲豬瘟疫情，因此限制波蘭豬肉進口，該等管制措施成為波蘭關切問題。波蘭苹果已完成相關檢疫審查程序，自2021年依公告之檢疫條件輸銷臺灣。
| 年分 | 貿易總額      | 貿易總額 | 貿易總額 | 出口至波蘭    | 出口至波蘭 | 出口至波蘭 | 自波蘭進口  | 自波蘭進口 | 自波蘭進口 | 順逆差 |
| 年分 | 金額          | 年增減   | 排名     | 金額          | 年增減     | 排名       | 金額        | 年增減     | 排名       | 順逆差 |
| ---- | ------------- | -------- | -------- | ------------- | ---------- | ---------- | ----------- | ---------- | ---------- | ------ |
| 2017 | 1,166,398,162 | ▲17.2%   | 40       | 889,650,775   | ▲14.0%     | 29         | 276,747,387 | ▲28.8%     | 50         | 順差▲  |
| 2018 | 1,243,225,510 | ▲6.6%    | 39       | 992,876,950   | ▲11.6%     | 28         | 250,348,560 | ▼9.5%      | 53         | 順差▲  |
| 2019 | 1,185,300,861 | ▼4.7%    | 40       | 899,457,178   | ▼9.4%      | 29         | 285,843,683 | ▲14.2%     | 47         | 順差▼  |
| 2020 | 1,237,501,539 | ▲4.4%    | 38       | 863,351,614   | ▼4.0%      | 28         | 374,149,925 | ▲30.9%     | 45         | 順差▼  |
| 2021 | 1,654,330,723 | ▲33.7%   | 35       | 1,241,740,447 | ▲43.8%     | 27         | 412,590,276 | ▲10.3%     | 50         | 順差▲  |
| 2022 | 1,723,877,478 | ▲4.2%    | 40       | 1,291,742,178 | ▲4.0%      | 27         | 432,135,300 | ▲4.7%      | 50         | 順差▲  |
| 2023 | 1,828,654,268 | ▲6.1%    | 33       | 1,422,647,895 | ▲10.1%     | 24         | 406,006,373 | ▼6.0%      | 44         | 順差▲  |
| 2024 | 2,076,215,998 | ▲13.5%   | 35       | 1,632,301,720 | ▲14.7%     | 24         | 443,914,278 | ▲9.3%      | 44         | 順差▲  |

2023年的兩國貿易項目如下：
出口至波蘭的前10大項目為：自動資料處理機、磁性或光學閱讀機；電話機（包括智能手机），以及其他傳輸或接收聲音、圖像之有線或无线网络通訊器具；集成电路；鋼鐵製螺釘、螺栓、螺帽、螺旋鈎、車用螺釘、鉚釘、橫梢、開口梢、墊圈與類似製品；自行車或機動車輛用之電氣照明或信號設備、擋風板刮刷器、去霜或去霧器；機動車輛所用之零件與附件；碟片、磁带、固態非揮發性儲存裝置、智慧卡與其他錄音或錄製之媒體；雷达器具、無線電導航器具與遙控器具；具有獨立功能之電機與器具；变压器、靜電式變流器與電感器等。
自波蘭進口的前10大項目為：小客車與其他主要設計供載客之機動車輛；醫藥製劑；機動車輛所用之零件與附件；水蒸汽渦輪機與其他蒸汽渦輪機；；未經塑性加工精炼銅與銅合金；裝有发动机之機動車輛底盘；製造半导体、集成电路與平面顯示器用之機器與器具、零件與附件；蓄電池；電話機（包括智能手机），以及其他傳輸或接收聲音、圖像之有線或无线网络通訊器具等。

### 投資
根據中華民國經濟部投資審議司統計，截至2023年，臺商在波蘭總投資金額為8,512.5萬美元，計有14件。
目前在波蘭的臺商計有32家公司，波蘭子公司大部分經第三地轉投資，以電子產品、自行車為主，從事銷售、維修或組裝等業務，例如宏碁、華碩、晶元光電、台達電子、仁寶電腦、訊舟科技、研華科技、技嘉科技、環鴻科技、宏正自動科技、飛磁、德淵、捷安特、美利達、愛地雅、冠捷科技等，其中僱用員工人數較多為宏碁、台達電子、仁寶電腦、環鴻科技、飛磁等公司；其他以資金在波蘭自創公司，有SpecTec、FEN、POHUA、Bosmann、Garmin、劍麟、英瑞等，僱用人數皆在30人以下。目前已成立波蘭臺灣商會。
根據中華民國經濟部投資審議司統計，截至2023年，波蘭在臺灣總投資金額為72.9萬美元，計有45件。

### 會議
1994年10月，在首都華沙舉行「第1屆臺波經濟合作會議」，此後於臺北、華沙輪流舉行，至2024年已舉行第20屆。
雙邊官方活動有自2009年舉行的財政部次长級關務合作會議（至2023年已舉行第7屆）、自2010年舉行的經濟部次長級經貿諮商會議（至2023年已舉行第11屆）、自2018年舉行的司長級農業合作諮商會議（至2022年已舉行第3屆）等皆於臺北、華沙輪流舉行。

## 交流

### 學術
中華民國教育部自1991年7月設立「獨立國家國協及東歐地區國家來華留學獎學金」，其中包括波蘭。後改為教育部的「華語文獎學金」，以及外交部的「台灣獎學金」，提供波蘭學生申請赴台研習中文或攻讀碩博士。教育部並派任數名華語文教師至波蘭的大學任教，協助推廣正體中文；自1997年，波蘭亦提供獎學金名額給台灣學生赴波蘭進修，例如「波蘭政府獎學金」與「暑期波蘭文研習獎學金」。
台灣在波蘭的留學生人數近年來成長迅速，以就讀醫學院居多。截至2017年，台灣在波蘭留學生約750人；波蘭在台灣留學生則約290人。由於交流日益密切，自2006年設立駐波蘭代表處文化組。
財團法人國際合作發展基金會（國合會）、國際土地政策研究中心等機構提供名額，給波蘭派員赴台參加國際技術合作訓練。
2008年4月，第1屆「台波分子生物學暨分子神經科學－以核糖核酸為焦點－研討會」在華沙舉行。

### 觀光
2018年8月，波蘭總統杜達為宣傳觀光，在YouTube發表名為「哈囉，總統先生」的影片，幕僚在首都華沙隨機挑選4名觀光客到總統府喝茶聊天，分別來自台灣南投的夫妻，和2名來自新加坡的旅客被選上。下午茶進行約20分鐘，杜達還與4人自拍留念，並在Twitter上寫「結束北大西洋公約組織（NATO）峰會後，很高興能迎接來自台灣與新加坡的旅客參訪總統府」，同時也歡迎來自全球的旅客到波蘭觀光。

### 藝文
2019年7月2日，台北愛樂少年及兒童合唱團代表台灣參加「2019波蘭哥白尼國家合唱節比賽」（PER Musicam AD ASTRA），最終獲得2面金牌。
2019年7月21日，由台灣台東縣蘭嶼鄉椰油國小學生組成的小飛魚文化展演隊，參加「波蘭國際兒童藝術節」開幕典禮時，大會為參加活動的國家準備國旗，但為台灣準備的是中华人民共和国国旗，經由雙方數次交涉後，大會表態支持以中華民國國旗進場。

### 援助
1997年7月，波蘭發生嚴重水災，中華民國政府捐贈2萬美元協助賑災。
2020年4月1日，對於2019冠状病毒病疫情在全球擴散，中華民國總統蔡英文宣布捐贈1,000萬片口罩給疫情嚴重的國家。外交部指出，其中700萬片給波蘭在內的9個欧洲联盟成员国以及瑞士與英國、300萬片給美國、100萬片給中華民國的邦交國。
2021年9月4日，波蘭宣布捐贈台灣40萬劑AZ疫苗用以對抗疫情，是繼立陶宛、斯洛伐克、捷克後，第四個宣布捐贈台灣疫苗的歐盟成員國，中華民國總統府與外交部對此表示感謝。波蘭外交部在Twitter亦發布訊息，並附上波蘭與中華民國國旗圖案，但此文章在隔日已消失。5日，疫苗運抵臺灣，衛生福利部長兼中央流行疫情指揮中心指揮官陳時中與波蘭駐臺代理處長李波（Bartosz Ryś）前往機場迎接。6日，波蘭外交部長饒兀在訪問立陶宛的記者會中表示「波蘭的立場很明確。我們承認一个中国政策，承認臺灣是中國的一部分。」7日，中華民國外交部對此指出，饒兀的發言是應記者提問而重申波蘭政府的一貫立場，其政策方向並無改變。
2022年2月24日，俄羅斯入侵烏克蘭後，造成許多烏克蘭人逃難到波蘭，3月2日，中華民國外交部透過財團法人賑災基金會成立賑濟烏克蘭專戶，7日先提撥1億新臺幣給波蘭，協助烏克蘭難民，由波蘭臺北辦事處長高則叡代表接受。

## 司法

### 犯罪事件
2018年1月，波蘭警方破獲國際詐騙集團，共逮捕48名台灣人和2名波蘭人，2名集團首腦中有1名是波蘭女性。其在1年內向中華人民共和國國民敲詐勒索約180萬歐元，這些被捕的嫌犯可能面臨15年有期徒刑。在波蘭檢警的偵查程序結束後，台灣籍嫌犯被驅逐出境。4月20日，首批34名搭機抵台，21日，第2批14名搭機抵台，交由苗栗地方檢察署的檢察官偵訊。

### 司法互助協議
2019年6月17日，在中華民國法務部長蔡清祥、外交部長吳釗燮及波蘭司法部次長皮耶比亞克見證下，由駐波蘭台北代表處代表施文斌、波蘭臺北辦事處代表梅西亞在台北簽署《駐波蘭代表處與波蘭臺北辦事處刑事司法合作協定》。是中華民國與欧洲联盟成员国簽署的第一個廣義刑事司法互助協定。2019年12月，中華民國立法院完成三讀程序，後波蘭眾、參議院亦通過，波蘭總統杜達也於2021年1月28日簽署並公告。

## 協定
| 日期           | 簽署 | 備註             |
| -------------- | --- | ---------------- |
| 1929年9月18日  | 《中波友好通商航海條約》 | [ 註 4 ]         |
| 1933年4月18日  | 《中波外交官用品相互免稅辦法換文》 |                  |
| 1995年10月     | 《國立臺灣大學與華沙農業大學學術合作意願書》 | [ 21 ]           |
| 1996年7月2日   | 《台北商品檢驗局與波蘭測試檢驗中心瞭解備忘錄》 |                  |
| 1997年6月12日  | 《行政院國家科學委員會與波蘭國家科學院科學合作協議》 |                  |
| 1999年1月      | 《台波2,000萬美元中小企業轉融資貸款協定》 | [ 註 5 ]         |
| 2006年11月8日  | 《臺波關於洗錢及資助恐怖主義金融情報交換合作瞭解備忘錄》                                                                                                 | [ 註 6 ]         |
| 2008年4月7日   | 《臺灣證券交易所與華沙證券交易所合作備忘錄》 | [ 註 7 ]         |
| 2009年7月22日  | 《臺灣海關與波蘭海關間關於打擊關務詐欺行為瞭解備忘錄》                                                                                                   | [ 註 8 ]         |
| 2011年10月13日 | 《台灣區電機電子工業同業公會與波蘭電子暨通訊公會合作備忘錄》                                                                                             |                  |
| 2011年11月11日 | 《中華民國國際經濟合作協會與波蘭資訊暨外人投資局合作備忘錄》                                                                                             |                  |
| 2012年8月31日  | 《中華民國行政院國家科學委員會與波蘭共和國國家科學中心科學合作協定》                                                                                     |                  |
| 2012年12月7日  | 《臺灣行政院國家科學委員會與波蘭共和國國家研究發展中心科學與技術合作協定》                                                                               |                  |
| 2013年9月23日  | 《台灣區照明燈具輸出業同業公會與波蘭燈具協會合作備忘錄》                                                                                                 |                  |
| 2013年10月22日 | 《中華民國全國中小企業總會與波蘭手工艺協會合作備忘錄》                                                                                                   |                  |
| 2013年12月1日  | 《資訊工業策進會與波蘭波茲南物流研究院合作備忘錄》 |                  |
| 2014年3月13日  | 《台北市進出口商業同業公會與波蘭肉品協會合作備忘錄》 |                  |
| 2014年4月2日   | 《台灣高雄港與波蘭格但斯克港合作備忘錄》 | [ 註 9 ]         |
| 2014年5月30日  | 《中華民國國際經濟合作協會與波蘭僱主協會合作備忘錄》 | [ 註 10 ]        |
| 2014年10月21日 | 《駐波蘭台北經濟文化辦事處與駐台北華沙貿易辦事處關於青年文化與教育交流計畫協定》                                                                         |                  |
| 2015年2月11日  | 《台波空運協定》 | [ 註 11 ]        |
| 2015年3月6日   | 《中華民國全國工業總會與波蘭僱主協會合作備忘錄》 |                  |
| 2015年11月27日 | 《台波駕照相互承認之瞭解備忘錄》 | [ 註 12 ]        |
| 2016年2月3日   | 《中華民國紡織業拓展會與波蘭成衣製造商協會合作備忘錄》                                                                                                   |                  |
| 2016年10月21日 | 《台波避免所得稅雙重課稅及防杜逃稅協定》 《財團法人全國認證基金會與波蘭認證中心合作備忘錄》 《中華民國對外貿易發展協會與波蘭資訊暨外人投資局合作備忘錄》 | [ 註 13 ]        |
| 2017年6月3日   | 《臺波專利審查高速公路合作備忘錄》 | [ 38 ] [ 註 14 ] |
| 2017年6月21日  | 《臺波建立農業諮商機制之瞭解備忘錄》 | [ 38 ]           |
| 2017年10月12日 | 《臺波金融監管合作備忘錄》 《台波光電產業合作備忘錄》 《中華民國教育部與波蘭亞當密茨凱維奇大學臺灣研究講座計畫備忘錄》                                   | [ 38 ]           |
| 2018年3月6日   | 《台波金融科技合作協議》 | [ 67 ]           |
| 2018年6月22日  | 《臺波科學及高等教育合作協定》 |                  |
| 2018年9月11日  | 《投資臺灣事務所與波蘭投資貿易局促進投資備忘錄》 |                  |
| 2019年6月17日  | 《臺波刑事司法合作協定》 | [ 63 ]           |
| 2020年7月23日  | 《臺波畜產科技交流瞭解備忘錄》 | [ 註 15 ]        |
| 2020年9月15日  | 《臺波中小企業、新創企業及創新瞭解備忘錄》 | [ 註 16 ]        |
| 2021年10月18日 | 《中華智慧運輸協會與波蘭智慧運輸協會合作備忘錄》 |                  |
| 2022年5月17日  | 《臺波電動車及環境保護研發合作備忘錄》 《臺波優良實驗室操作合作備忘錄》 《臺波電動車合作備忘錄》                                                         | [ 68 ]           |
| 2022年9月27日  | 《臺波半导体工作小組合作備忘錄》 |                  |
| 2023年6月20日  | 《臺波氫能工作小組合作備忘錄》 |                  |
| 2023年9月4日   | 《中華民國全國商業總會與波蘭全國總商會合作備忘錄》 |                  |

## 簽證

持中華民國護照的中華民國國民簽證要求分布圖：入境波蘭可以「申根區免簽證」。

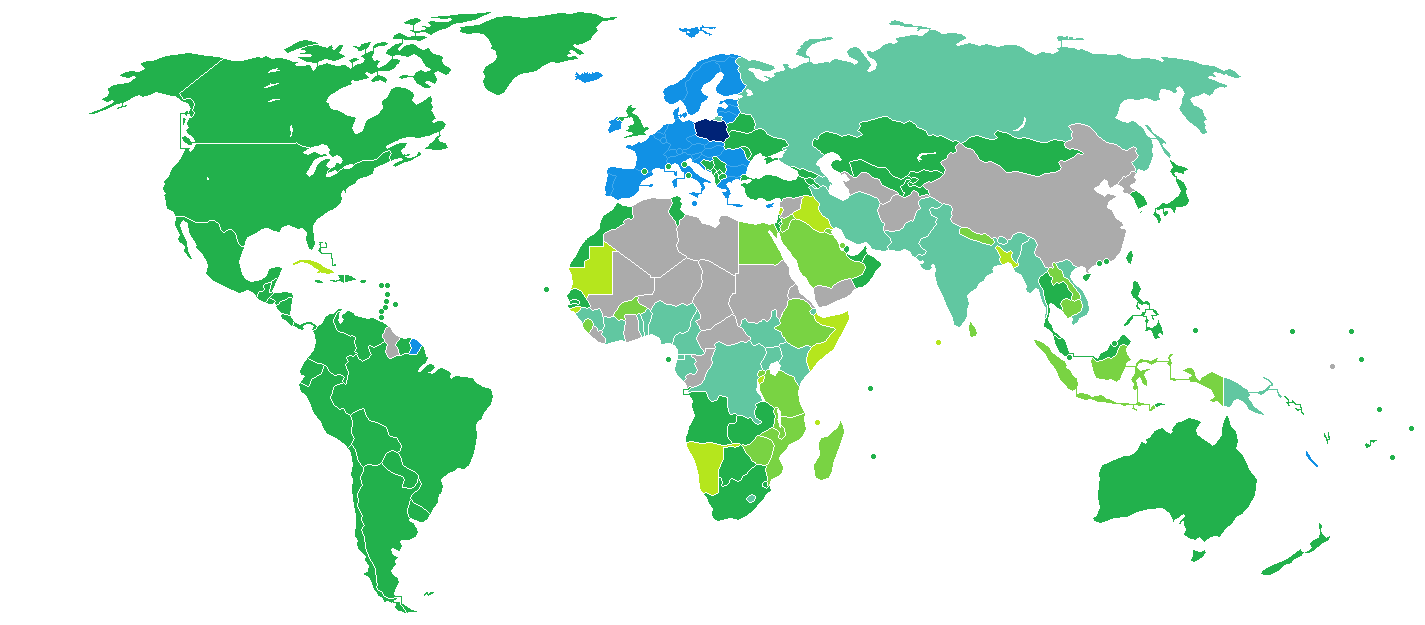
持歐盟的波蘭護照之波蘭國民簽證要求分布圖：入境中華民國可以免簽證。

歐洲申根區給予持有載明身分證字號的中華民國護照之中華民國國民可以申根區免簽證入境，停留日數與申根區合併計算，每6個月期間內總計可停留90天，經波蘭轉機至申根區亦可免簽證。2020年3月13日起，波蘭對俄罗斯及白俄罗斯實施邊境管制，自該國入境波蘭者，須具備波蘭公民身份、持工作許可或於波蘭就學等要件。
波蘭國民持有歐盟護照者也可以免簽證的方式入境中華民國，停留最多90天。
此外，兩國每年皆提供特定名額的18－30歲青年為期1年的度假打工簽證（皆必須未曾取得此種簽證）。

## 交通

### 航空
2015年2月、3月，兩國異地簽署空運協定。但目前雙方的航空公司均未開闢航線。

#### 客運
兩國無直航班機，可經由（不計航點遠近，截至2023年7月12日）：
- 臺北→北京-首都、東京-成田、首爾-仁川、曼谷（*季節性包機飛波蘭）、普吉*、德里[註 17]、杜拜、伊斯坦堡、倫敦、巴黎、羅馬、米蘭、慕尼黑、法蘭克福、阿姆斯特丹、維也納、布拉格（2023年7月18日開航臺北）、紐約、洛杉磯、芝加哥、多倫多，再轉機前往波蘭的國際機場。
- 臺中→東京-成田、首爾-仁川→波蘭。
- 高雄→北京-首都、東京-成田、首爾-仁川、曼谷*→波蘭。
- 花蓮→首爾-仁川（包機飛花蓮）→波蘭。

#### 事件
2020年4月22日，LOT波蘭航空首次直航台灣，抵達桃園國際機場。對於2019冠状病毒病疫情在全球擴散，中華民國政府日前宣布捐贈1,000萬片口罩給疫情嚴重的國家，其中波蘭獲贈50萬片，根據波蘭媒體報導，該架波音787-8有可能是前往台灣載送醫療物資回波蘭，但由於中國大陸不准該機經過领空，因此繞道中南半島再飛往台灣，比預計落地時間延遲許多。23日，中華民國外交部表示，該機載送的是波蘭在台灣自行採購的醫療物資，但不含口罩。台灣捐贈的50萬片口罩已於10日運抵波蘭。
2020年6月5日，在LOT波蘭航空的協助下，共有118名台灣人自華沙返台，這是兩國首次載客直航。

### 駕車
若停留不超過6個月，可持中華民國汽車駕駛執照在波蘭駕車。此外，兩國相互承認駕駛執照。持有本國駕駛執照依相關規定並繳納規費後，不需通過筆試及路考即可換發波蘭或中華民國汽車駕駛執照。

## 外部連結
| - 中華民國外交部－波蘭共和國簡介 （页面存档备份，存于） - 駐波蘭台北代表處（Facebook、Twitter） - 外交部領事事務局－國外旅遊警示分級表 - 中華民國衛生福利部－國際旅遊疫情建議等級 - 中華民國國際經濟合作協會 （页面存档备份，存于） - 華沙台灣貿易中心（Facebook、LinkedIn） | - 波蘭臺北辦事處（Facebook） |